# Vaux-sur-Mer

Vaux-sur-Mer este o comună în departamentul Charente-Maritime, Franța. În 1 ianuarie 2022 avea o populație de 4.030 de locuitori.